# Villa Ammende
La villa Ammende (en estonien : Ammende Villa) est un bâtiment art nouveau situé dans le parc de la plage à Pärnu en Estonie.

## Présentation
La Villa Ammende est un bâtiment construit en 1904-1905 comme résidence d'été à Pärnu. 
La villa est l'un des premiers bâtiments Art nouveau du comté de Pärnu et il a été reconnu comme monument culturel national.
De nos jours la villa abrite un hôtel et un restaurant.
Le bâtiment dispose de halls et de chambres spacieux dans le style Art nouveau d'origine, l'intérieur allie un mobilier moderne et confortable à un mobilier vintage. La plage et la vieille ville de Pärnu sont situées à proximité de l'hôtel.

## Galerie

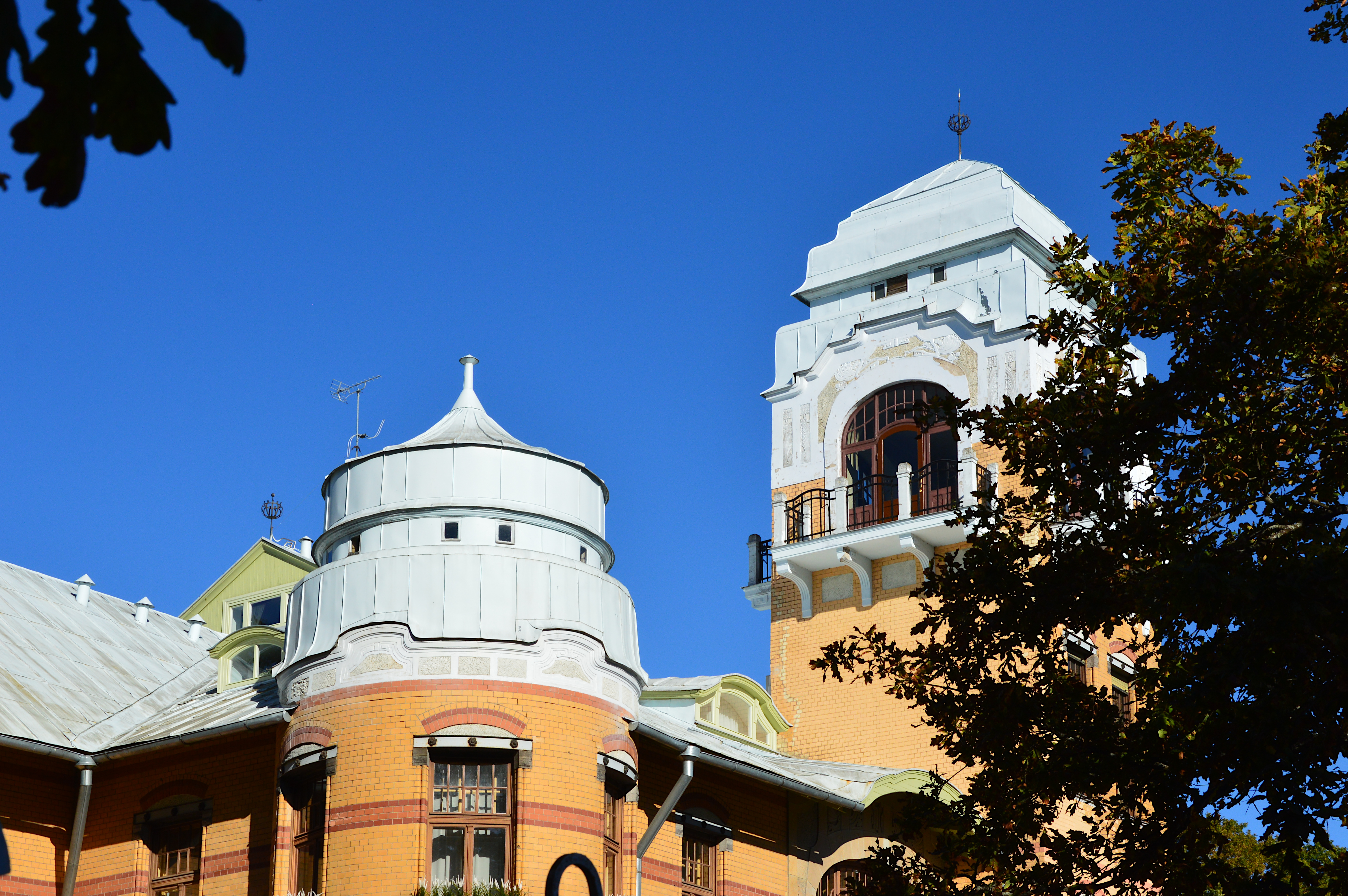
Villa Ammende.
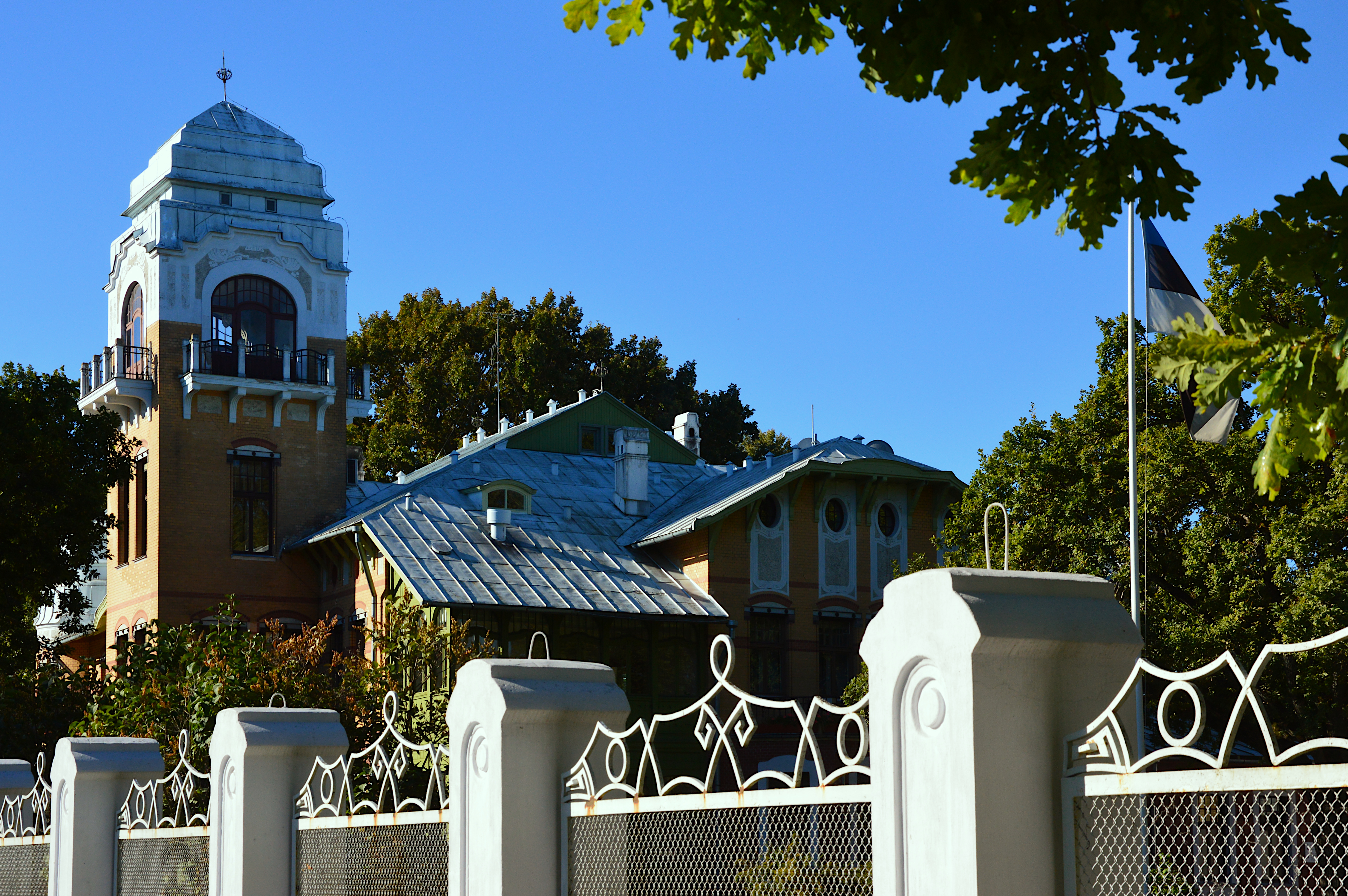
Villa Ammende
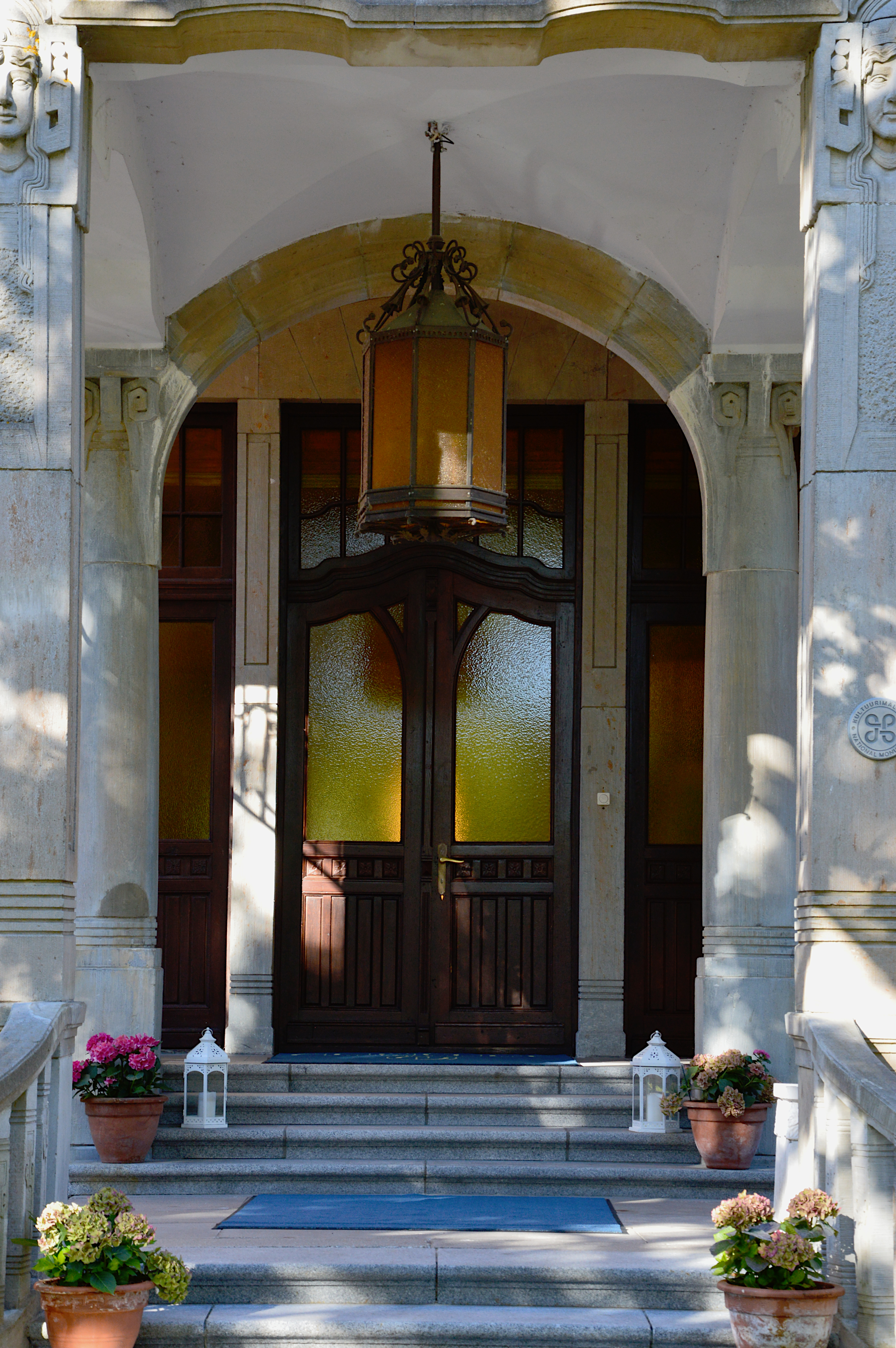
Entrée principale.
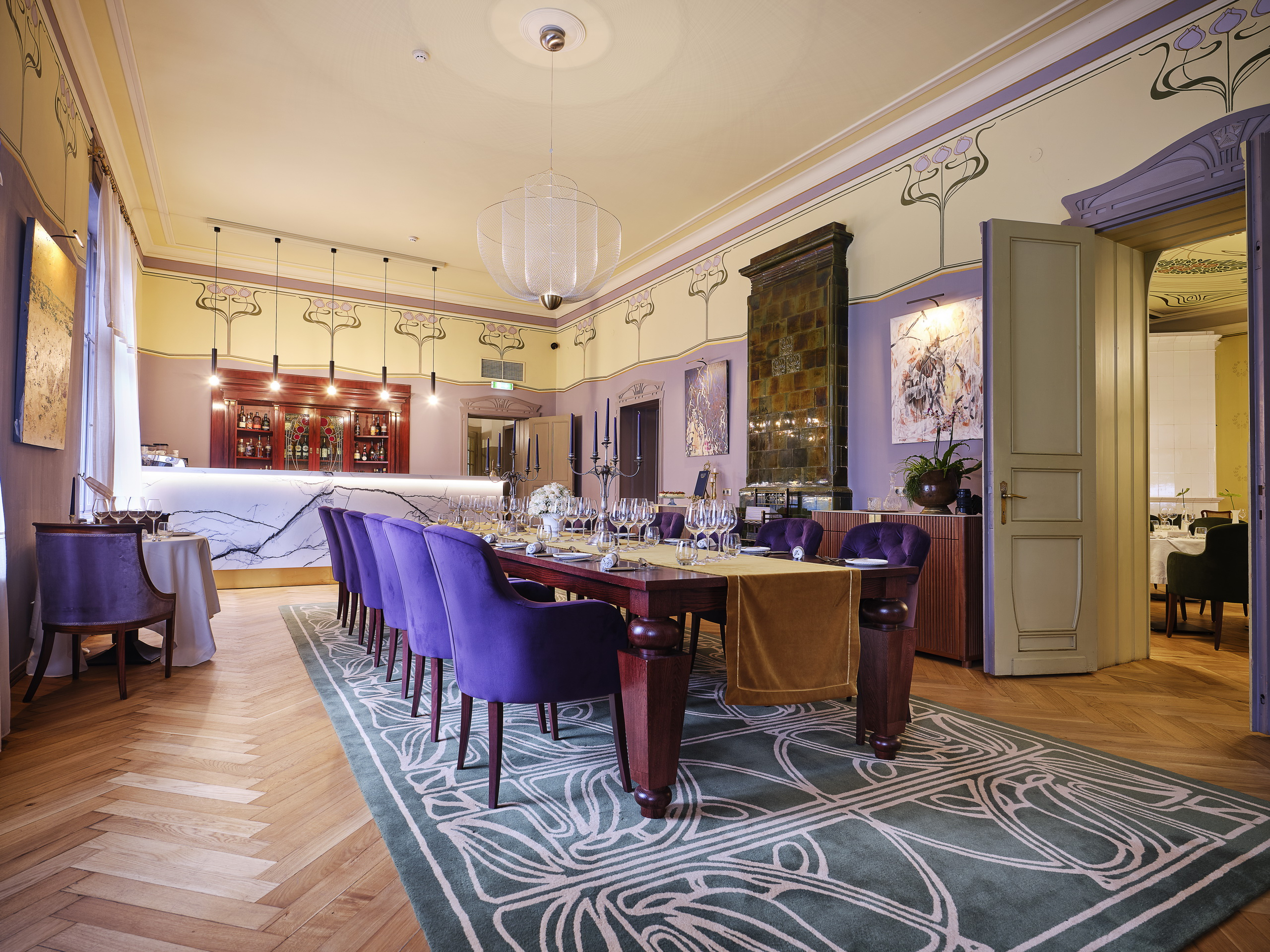
Salle à manger.
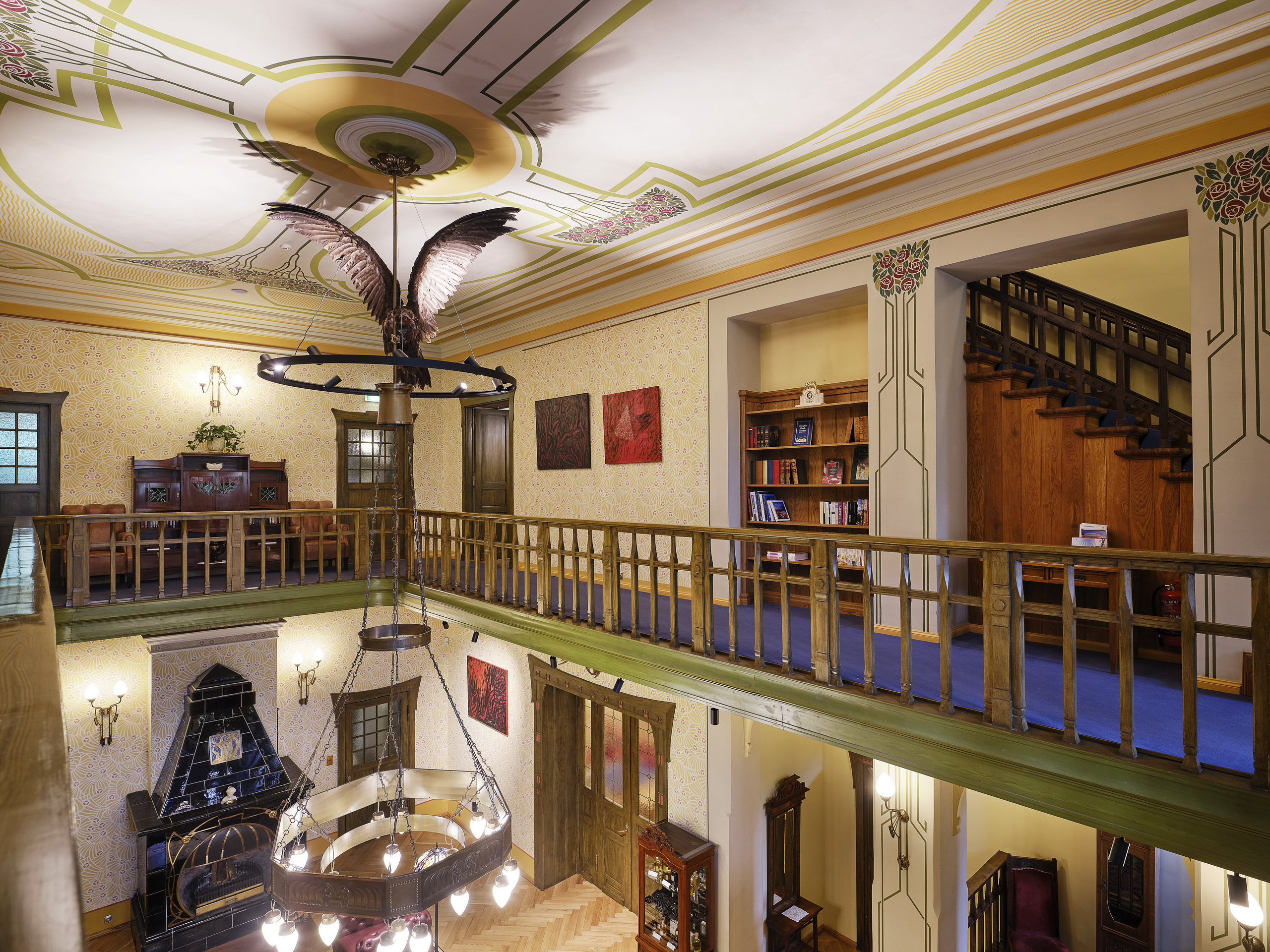
Interieu.
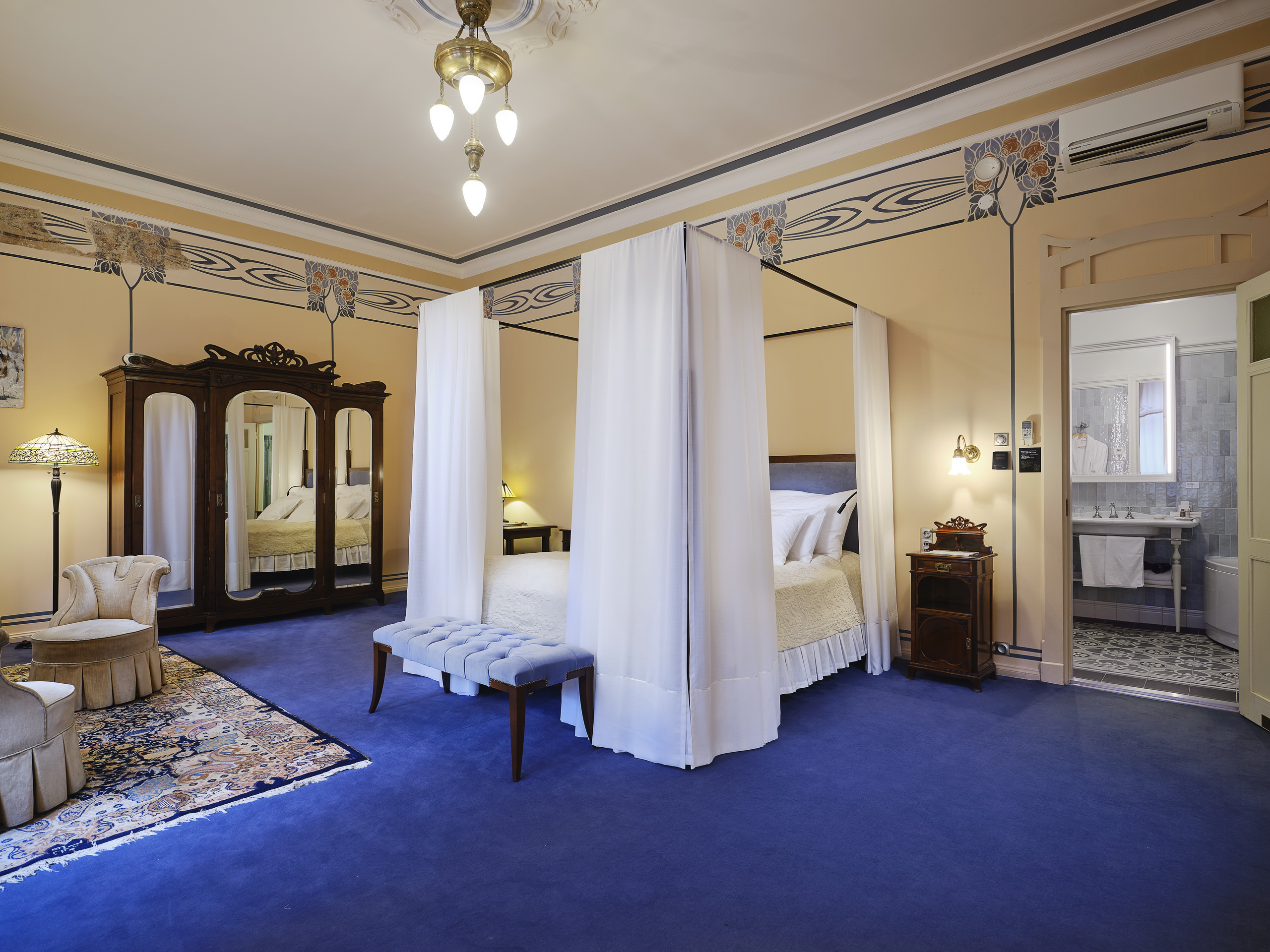
Suite.